# D12 (gruppo musicale)
I D12 (abbreviazione di Dirty Dozen, ovvero la sporca dozzina), chiamati anche D-Twelve o D-Twizzy, sono stati un gruppo hip hop statunitense, formatosi a Detroit nel 1996.
I D12 pur avendo una certa notorietà tra gli ambienti underground hip hop  statunitensi, raggiungono il successo internazionale grazie al loro cantante Eminem, anche se il rapper non sempre collabora attivamente a tutti i progetti della crew al contrario degli altri. Ciò accade per via del tempo ridotto a disposizione occupato dalla carriera da solista. Tale aspetto infatti diviene un'autoparodia nel singolo My Band.

## Storia del gruppo

### Inizio della carriera
Il rapper Proof decide di creare un collettivo rap di MC, stile Wu-Tang Clan, a Detroit con il nome D12 e con lo scopo di radunare i 12 migliori rapper della città. In realtà il progetto si rivelerà in parte un fallimento poiché riuscirà solo a ingaggiarne la metà. Charging Soldier infatti, uno degli artisti assoldati da Proof, viene escluso dal gruppo dopo poco tempo a causa di alcune controversie con gli altri membri.
I rimanenti invece cercano di farsi un nome nell'ambiente hip-hop nel corso della seconda metà degli anni novanta. Bizarre vince diversi contest di un certo livello riuscendo inoltre a pubblicare un album dal nome Attack of the Weirdos con gli Outsidaz ovvero Eminem, Rah Digga e Young Zee. Lo stesso fondatore Proof vince una competizione di freestyle molto importante; l'organizzatore era la rivista The Source nel 1998.
Prima però che il gruppo raggiunga il successo a livello internazionale, Killa Hawk, Fuzz e Eye Kyu abbandonano il collettivo lasciandolo in mano a Eminem, Proof e Bizarre. Proof quindi deve continuare la sua ricerca per trovare nuovi talentuosi rapper da far entrare nel gruppo e ingaggia l'amico Bugz e i membri di un duo hip hop chiamato Da Brigade, composto da Kon Artis, amico di Proof ed Eminem di lunga data, e l'MC Kuniva. I nuovi innesti funzionano e viene quindi a formarsi una delle più importanti crew statunitensi dei successivi dieci anni. I sei stringono inoltre un patto: il primo a raggiungere il successo non si sarebbe scordato degli altri e avrebbe aiutato il gruppo a diventare famoso.

### Verso la fama
La band quindi comincia la sua scalata al successo ma è un cantante del gruppo che, grazie alla sua carriera da solista, riesce a raggiungere velocemente le vette delle classifiche più importanti ed il suo nome è Eminem. Dopo aver registrato un EP chiamato The Slim Shady EP nel 1997 che attira l'attenzione del noto produttore hip-hop Dr. Dre e di Jimmy Iovine, fondatore e manager della Interscope Records, il talentuoso cantante bianco riesce a firmare un contratto con la Aftermath/Interscope Records.
Eminem però resta fedele all'accordo fatto con i D12 e cerca quindi a tutti costi di convincere Dre a portare anche i suoi compagni nell'avventura, tant'è che lo stesso Dre dichiara che durante la produzione di The Slim Shady LP, l'album di debutto di Slim Shady, sembrava più concentrato sulla firma di un possibile contratto della sua crew piuttosto che sulla registrazione dell'album stesso. Ma Dre rifiuta la richiesta del cantante e lo invita a concentrarsi prima sulla sua carriera da solista promettendo che, una volta ottenuto il successo, ci sarebbe stato un futuro anche per loro nella sua etichetta discografica.
Nel 1999 viene lanciato l'album di debutto The Slim Shady LP del rapper di Detroit , Eminem ottiene in breve tempo la vetta delle classifiche raggiungendo le quattro milioni di copie solo in America. Eminem ora poteva pensare al futuro della sua band.
Ma il successo di Slim Shady era diventato tale da non essere più necessario dover chiedere appoggio a una etichetta, grazie alla fortuna accumulata attraverso il suo album, è così che crea i Dirty Dozen e fonda la Shady Records sotto l'impronta della Interscope.

### La morte di Bugz
Dopo la firma del gruppo con la Shady/Interscope Records, la band parte con Eminem per un tour. Prima di un'esibizione a Detroit però, città natale della band, un membro dei D12, Bugz, viene ucciso durante una rissa: un uomo gli spara quattro proiettili e successivamente lo investe con la sua auto. L'omicidio viene registrato da alcune persone sul posto e trasmesso sui telegiornali locali della sera dopo. Bugz muore durante il trasporto in ospedale il 21 maggio 1999.
I D12 vengono notevolmente scossi dall'episodio che oscura l'umore tipicamente allegro del gruppo.
Bugz prima della sua morte, chiede a Proof di poter far entrare Swifty McVay nel gruppo. La crew, che in precedenza lo aveva ritenuto inadatto, questa volta rispetta il desiderio di Bugz.
In memoria di Bugz il gruppo registra la traccia Good Die Young presente nel loro secondo album in studio D12 World e inserisce anche una traccia intitolata Bugz '97, una registrazione del rapper. Inoltre, tutti e sei i membri dei D12, tatuano sul proprio corpo il suo nome.
Il gruppo, già pronto a registrare il suo primo LP Devil's Night, deve cambiare i suoi piani e registrare senza Bugz ma nonostante ciò, l'album risulterà un successo che viene dedicato alla sua memoria così come l'album di Eminem The Marshall Mathers LP.

### Il successo
Così come per Eminem, anche per i D12 il successo non tarda ad arrivare. Nel 2001 grazie al singolo Purple Pills e relativo video musicale, che passerà su MTV in una versione censurata nel testo e nel titolo che viene quindi intitolato Purple Hills, il gruppo si fa conoscere in tutto il mondo.
In seguito uscirà il singolo di Fight Music, secondo estratto dell'album Devil's Night che fa conoscere il gruppo anche sotto l'aspetto di temi più seri rispetto al primo.
Il gruppo partirà per il Warped Tour ma senza il suo cantante di riferimento Eminem, impegnato nelle registrazioni in studio del suo nuovo album The Eminem Show. Durante una tappa del tour, i D12 ed il cantante Esham vengono ad uno scontro fisico, questo perché secondo la band un membro della Murder Inc., Ja Rule cita in una sua canzone contro la Shady/Aftermath la figlia di Eminem. Così la band lascia perdere il tour e si concentra sulla faida che era iniziata con la Murder Inc.

### L'affermazione
I D12 affermano il loro successo nel 2004 con il secondo album prodotto in studio dal nome D12 World, come in Devil's Night i produttori sono Eminem, Denaun Porter e Dr. Dre e possiamo trovare diverse illustri collaborazioni con Obie Trice, già apparso nel precedente album dei D12, un freestyle rappato interamente da Young Zee degli Outsidaz e B-Real dei Cypress Hill cantare il ritornello di American Psycho 2, seconda versione della canzone American Psycho presente nell'album Devil's Night.
Il successo europeo del disco è dovuto al singolo ma soprattutto al video del brano My Band che verrà trasmesso per svariate settimane su MTV, segno del forte apprezzamento del pubblico. Nel video viene parodiata una realtà del gruppo, viene mostrato un Eminem che ha più fans, migliori attrezzature, un miglior staff rispetto agli altri membri della band che sembra dimenticata. Il video è un messaggio per i fan a non sottovalutare la band e un messaggio per la band stessa a impegnarsi di più e a restare unita. Messaggio che servirà a poco: dal 2004 in poi dopo aver ottenuto il massimo, comincerà una lenta ma costante discesa verso la parziale disgregazione.
Ottiene un buon successo anche il secondo singolo estratto How Come dove della schiera sono presenti solo Eminem, Kon Artis e Proof questo perché la canzone è un chiaro tentativo di riappacificamento con Royce da 5'9" dopo gli screzi avuti con Eminem quando facevano parte del duo Bad Meets Evil.
Il terzo e ultimo singolo estratto dal disco è 40 Oz che ottiene un buon successo negli U.S.A.

### L'addio di Eminem
La band dopo il successo del secondo disco, comincia una serie di tour che la porterà in tutto il mondo ma soprattutto in Europa. Eminem al termine del 2005 dichiara il suo abbandono dal mondo della musica (tornerà poi nel 2009 con l'album solista Relapse).

### L'aprile nero
L'11 aprile 2006, all'uscita del CCC Club, locale vicino alla 8 Mile Road di Detroit, il fondatore dei Dirty Dozen, Proof viene ucciso dopo una partita di biliardo: il buttafuori di un locale esplode 4 colpi di pistola contro di lui: due lo colpiscono al torace e due alla testa. Proof muore durante il trasporto in ospedale.
Il 21 aprile 2006, il rapper Swift viene condannato a tre mesi di reclusione per aver saltato un'udienza in tribunale a causa della sua presenza al funerale del compagno Proof.

### Il declino e il nuovo album
La morte del fondatore dei D12 in un primo momento non sembra avere ripercussioni sul futuro del gruppo. Innanzitutto viene smentita una possibile voce su un rimpiazzo del rapper defunto o di uno scioglimento della band. Tanto è che Eminem annuncia il suo ritorno sulla scena musicale con Eminem Presents: The Re-Up, album improntato a promuovere rapper della sua etichetta ma soprattutto a ricordare il suo grande amico scomparso, infatti viene pubblicata nell'album una traccia inedita di circa un minuto chiamata Trapped dove si esibisce per l'ultima volta Proof, ma possiamo trovare suoi riferimenti e citazioni in altre tracce presenti. Anche la cover è dedicata a lui, viene disegnata dallo stesso Eminem e si può trovare un Proof circondato da un'aura bianca, segno che il rapper è ancora vivo nella sua musica.
In realtà da qui in poi il gruppo comincia il lento declino che lo porterà a un parziale disgregamento. Eminem dopo aver annunciato il suo ritorno scompare quasi completamente dalla scena del mondo della musica, i restanti D12 continuano la loro attività individualmente e con la band ma con scarso successo, quasi trascinati dall'improvvisa scomparsa dei loro membri di riferimento.
Dopo due anni di silenzio, annunciano il ritorno con Return of the Dozen Vol.1, un mixtape con collaborazioni quali Royce Da 5'9'' che sancisce il riappacificamento dell'artista con la band. L'album passa quasi inosservato anche perché non compare in nessuna traccia Slim Shady.
L'artista bianco di Detroit tornerà sulle scene mesi dopo confessando i suoi problemi con l'abuso di droghe legato soprattutto alla morte di Proof. Nel 2009, dopo 3 anni di inattività, Eminem torna in studio e pubblica il nuovo album Relapse. Nell'album si rivedono i membri della sua crew in qualche featuring.
Eminem dopo il suo nuovo successo, dichiara che presto potrebbe tornare al lavoro per un terzo album in studio con la sua crew. Ma anche queste dichiarazioni lasciano il tempo che trovano, Eminem e la band sembrano essere sempre più due mondi diversi, dal 2009 fino al 2011 c'è da registrare solo qualche sporadica collaborazione.

### Il secondo mixtape e il ritorno di Fuzz Scoota
Nel marzo 2011, sulla pagina Facebook dei D12 compare l'annuncio dell'uscita di un nuovo disco della band. Su internet compare poi il singolo estratto dall'album, Hit Me With Your Best Shot.

### Bizarre lascia il gruppo e l'annuncio del nuovo mixtape
Il 29 febbraio 2012, Bizarre comunica attraverso il proprio profilo Twitter di non fare più parte della band D12.
Anche Swifty McVay smentisce un possibile sciogliemento e rilancia sul proprio canale Twitter che è in arrivo il terzo mixtape della band.

### Mr. Porter abbandona il gruppo
Il 24 marzo 2012 anche il produttore e scrittore di testi di molte delle tracce dei D12. Denaun Porter, in arte Kon Artis o Mr. Porter, dichiara, a neanche un mese dall'uscita del gruppo di Bizarre, di volersi ritirare dal gruppo e intraprendere una carriera da solista. Nemmeno per lui polemiche con il gruppo, l'uscita non è dettata da nessun contrasto o problema di sorta.

### I D4
Dopo l'ennesimo abbandono di un componente dei D12, rimangono ormai solo 4 i membri della crew attivi. Eminem non rilascia più dichiarazioni in merito al gruppo e sembra sempre più coinvolto nei progetti degli Slaughterhouse, una crew di cui è diventato produttore e con cui collabora molto attivamente.

### Il ritorno con il nuovo mixtape
Ad aprile 2015 i D12 tornano sulla scena pubblicando in free download sul loro sito il nuovo mixtape dal titolo Devil's Night.
In questo nuovo lavoro manca la partecipazione di Eminem se non con un freestyle nella intro del mixtape. I D12 spiegano che non hanno potuto fare il disco insieme a causa di impegni contrastanti.

## Formazione

### Membri attuali del gruppo
Nessuno

### Membri fondatori
- Proof (DeShaun Holton) aka Dirty Harry; ucciso l'11 aprile 2006.
- Bugz (Karnail Pitts); ucciso il 21 maggio 1999.
- Charging Soldier; lascia il gruppo il 22 gennaio 1998.
- Eye-Kyu; lascia il gruppo.
- Fuzz Scoota; lascia il gruppo nel 1999. Rientra a farne parte il 7 aprile 2011 per un breve periodo.
- Killa Hawk; lascia il gruppo.
- Eminem aka Slim Shady.
- Bizarre (Rufus Johnson) aka Peter S. Bizarre; lascia il gruppo il 29 febbraio 2012 per tornarci nel 2015.

## Discografia

### Album in studio
- 2001 - Devil's Night
- 2004 - D12 World

### EP
- 1996 - The Underground EP

### Mixtape
- 2008 - Return of the Dozen Vol. 1
- 2011 - Return of the Dozen Vol. 2
- 2015 - Devil's Night

### Singoli
- 2001 - Shit on You
- 2001 - Purple Pills
- 2001 - Fight Music
- 2001 - 911 (con Gorillaz feat. Terry Hall)
- 2004 - My Band
- 2004 - How Come
- 2004 - 40 Oz
- 2004 - U R The One
- 2004 - Git Up
- 2004 - 6 In The Morning
- 2004 - B***h

### Altri lavori
- 2001 - These Drugs dal Bones soundtrack
- 2001 - 911 con i Gorillaz dalla colonna sonora del film Bad Company - Protocollo Praga del 2002
- 2002 - Rap Game featuring 50 Cent da 8 Mile OST
- 2003 - Outro dall'album Cheers di Obie Trice
- 2005 - Nuthin' At All dall'album Hannicap Circus di Bizarre
- 2005 - Pimplikeness dall'album Searching for Jerry Garcia di Proof
- 2005 - My Ballz dall'album The Longest Yard OST
- 2002 - When The Music Stop dall'album The Eminem Show di Eminem
- 2004 - One Shot 2 Shot dall'album Encore di Eminem
- 2010 - Everyone Has Been Shot feat Eminem
- 2011 - Going Crazy feat Eminem
- 2014 - Bane